# Амоян, Роман Хасанович
Роман Хасанович Амоян (арм. Ռոման Ամոյան; род. 3 сентября 1983, Ереван) — армянский борец греко-римского стиля, двукратный чемпион Европы (2006, 2011), трёхкратный призёр чемпионатов мира (2009, 2010, 2013), призёр Олимпийских игр (2008) в категории до 55 кг. Заслуженный мастер спорта Армении (2009). Лучший спортсмен Армении 2011 года.

## Биография
Роман Амоян родился 3 сентября 1983 года в Ереване. в езидской семье. Начал заниматься греко-римской борьбой в возрасте 10 лет под руководством Арутюна Хачатряна и Азата Амояна. В 2001 году выиграл молодёжный чемпионат мира по борьбе, а через год — аналогичный титул на европейском уровне.
В 2003 году впервые завоевал медаль чемпионата Европы, став в Белграде серебряным призёром.
В 2008 году Амоян завоевал бронзовую медаль на Олимпиаде в Пекине. Победив казаха Асета Иманбаева и грузина Лашу Гогитадзе, в полуфинале он уступил азербайджанцу Ровшану Байрамову. В схватке за бронзу армянский борец уверенно победил кубинца  Ягниера Эрнандеса. Эта медаль Амояна стала первой олимпийской медалью для армянской борьбы за последние 12 лет.
В 2009 году завоевал серебро на чемпионате мира. В последующие годы завоевал ещё две бронзы на соревнованиях этого уровня. В 2011 году второй раз стал чемпионом Европы, выиграв в Дортмунде несмотря на рассечение головы.
Роман Амоян не смог отобраться на Олимпиаду в Лондоне.